# Châtenay, Ain
Châtenay är en kommun i departementet Ain i regionen Auvergne-Rhône-Alpes i östra Frankrike. Kommunen ligger  i kantonen Chalamont som ligger i arrondissementet Bourg-en-Bresse. Kommunens areal är 14,95 km². År 2022 hade Châtenay 358 invånare.

## Befolkningsutveckling
Antalet invånare i kommunen Châtenay
Referens: INSEE